# Bra Wars – Hollywoods Affäre mit dem BH
Bra Wars – Hollywoods Affäre mit dem BH (z. D. Krieg der Büstenhalter – Hollywoods Affäre mit dem BH) ist ein deutscher Dokumentarfilm aus dem Jahr 2014. Der Film beleuchtet die Geschichte des Büstenhalters, sowie zum Teil auch des Bikinis, vor dem Hintergrund gesellschaftlicher Entwicklungen und Strömungen und ihrer Darstellung und Verwendung in der US-amerikanischen Unterhaltungs- und Filmindustrie.

## Handlung
Der Film zeichnet in einem historischen Rückblick die Entwicklung des Büstenhalters nach wie dieser von der amerikanischen Unterhaltungs- und Filmindustrie verwendet und dargestellt wurden. Neben Originalaufnahmen werden Interviews mit Personen aus verschiedenen beruflichen Milieus geführt, darunter Schauspieler, Modedesigner, Kulturhistoriker und Models.
Die 1920er- und 1930er-Jahre

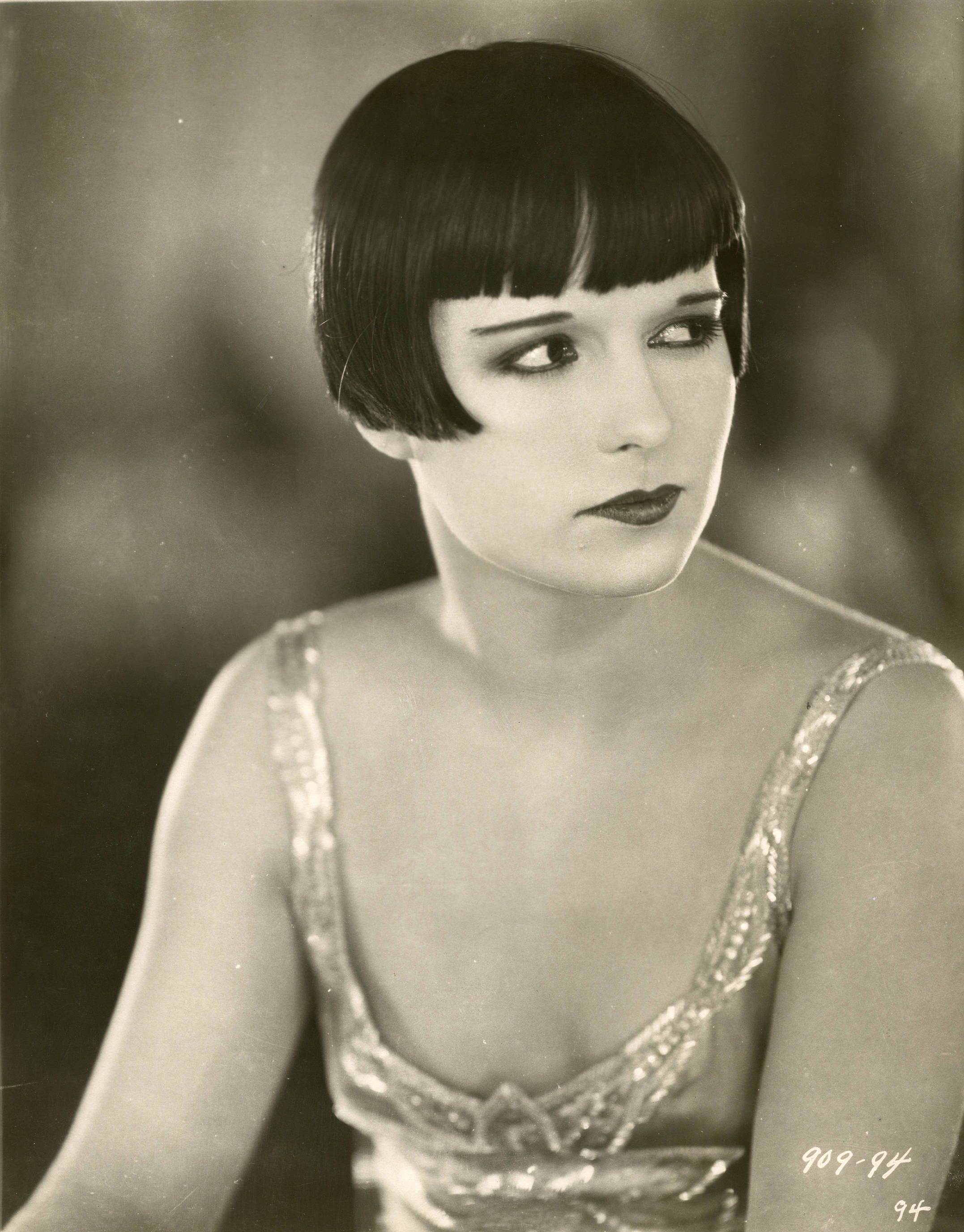
Louise Brooks, 1926, mit Bubikopf-Frisur und in ärmellosen Kleid mit tiefem Ausschnitt.

Die Entwicklung des BHs im frühen 20. Jahrhundert fällt zeitgleich in die gleiche Epoche, in der sich die Filmindustrie entwickelte. Ein erster bedeutender Einschnitt sind die 1920er-Jahre, die von der Kunst- und Kulturhistorikerin Camille Paglia als erste Zeit bezeichnet werden, in der der BH zum „Artefakt der Provokation“ wird, besonders in der Flapper-Ära, als Frauen mit herkömmlichen Gesellschafts- und Schönheitsidealen brachen, indem sie sich etwa kurze Haare und eine Bubikopf-Frisur zulegten und die Brust abflachten, um alles was sexuell auffällig wirken konnte, zu verstecken. Paglia bezeichnet dies als eine der größten und schnellsten Veränderungen in der Geschichte der weiblichen Kleidung. Zu diesen Veränderungen zählte auch, dass Frauen in den 1920er-Jahren immer mehr das Korsett ablegten und begannen offener unbekleidete Arme und Beine zu zeigen – für die damalige Zeit war der Wandel radikal und skandalös. In der Filmindustrie verkörperten Schauspielerinnen wie Louise Brooks das neue weibliche Schönheitsideal auch flacher Brüste.
Mit Beginn der 1930er-Jahre geht der Schönheitstrend bei Frauen wieder zu mehr 'femininen' Aussehen, mit Eigenschaften wie sinnlich, weich und fließend im Kontrast zum eingeschnürten Stil vor den 1920er-Jahren und dem unförmigen Flapper-Stil. Das galt auch für die Darstellung von Wäsche, wo die Experten aus der Welt der Schauspielerinnen Beispiele wie Jean Harlow, Mae West und Marlene Dietrich nennen. Allerdings stand die Formierung der Brust nicht im Fokus, sondern die sinnliche, natürliche Darstellung. Bis 1934 war die Darstellung von Frauen in Unterwäsche in der pre-code-Ära in der US-amerikanischen Filmindustrie möglich, 1934 erfolgte die Einführung des Hays Code und damit die Zensur für Inhalte, die unter anderem als zu freizügig und anrüchig bewertet wurden, darunter Nacktheit, Sexualität und die Darstellung in Unterwäsche.
Die 1940er-Jahre

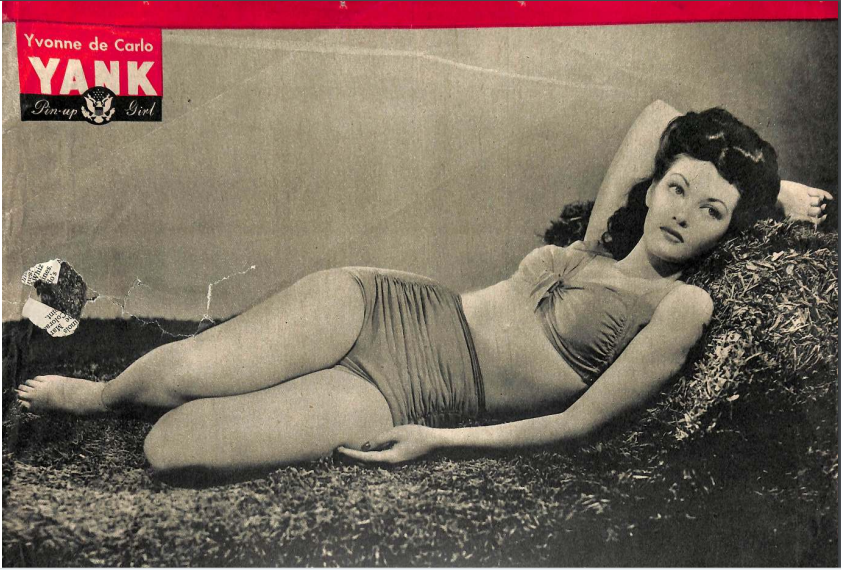
Yvonne de Carlo als Pin-up-Girl im US-Arnee-Magazin Yank, the Army Weekly, 1944.

Die 1940er-Jahre sind massiv geprägt von den Eindrücken des Zweiten Weltkriegs und Millionen Männern, die als Soldaten an der Front dienen und – weitgehend – in ungewollter sexueller Abstinenz leben. Neben der Masse an Pin-Up-Bildern, die Frauen in meist freizügigen Posen zeigten auch in der US-Filmindustrie Frauen äußerst attraktiv dargestellt. Ebenso wurden sexuelle Anspielungen gemacht, die oft nur knapp die Hays Code Zensur passierten, etwa in The Gang’s All Here. Der Büstenhalter wurde langsam zu einem Objekt der sexuellen Konnotation. Camille Paglia verbindet damit etwa die Schauspielerin Jane Russell und ihre Darstellung in Howard Hughes Film Geächtet aus dem Jahr 1943. Regisseur Hughes wollte Jane Russells Oberweite mit technischen Tricks noch besser zur Geltung bringen lassen, unter anderem durch einen speziell angefertigten BH. Die Zensurbehörden beanstandeten die Urauffassung jedoch und erst 1946 kam der Film in die Kinos. Letztlich ging der Trend zu einer künstlichen Formung des Busens durch den BH. Bedeutend war außerhalb der Filmindustrie hatten darauf auch die Werbeanzeigen des Wäscheherstellers Maidenform. Die Anzeigen waren so konzeptioniert, dass eine Frau träumte, sie ginge einer bestimmten Tätigkeit nach bzw. sei eine bestimmte Person, etwa ein Cowgirl oder eine Feuerwehrfrau. Allerdings trugen die Frauen dabei am Oberkörper stets nur „meinen Maiden-BH“ („my maiden bra“).
„Das war schon sehr schräg. Als ob die Frau die Hauptrolle in ihrem eigenem Film spielte. Es gab keine anderen Schauspieler, nur sie selbst und ihr BH. [...] Es war surreal. Was war bloß mit diesen Frauen los? Es hatte Glanz, denn es war so exhibitionistisch schräg und auf ganz eigene Weise pervers – aber irgendwie wurde das in den USA solch eine Standardwerbung, dass das niemand mehr wahrnahm. Und niemand bemerkte mehr diese schräge Komponente. Normalerweise ist es für eine Frau ein Alptraum sich in der Öffentlichkeit in Unterwäsche zu zeigen.“ – Camille Paglia
Die 1950er-Jahre
In den 1950er-Jahren tritt eine starke Fixierung in der amerikanischen Gesellschaft auf große Brüste ein. Eine Redensart brachte dies mit dem hohen Milchkonsum in Verbindung, und die Obsession der Amerikaner für Milch Resultat ihrer Faszination großen Brüste seien. Ein Beispiel für diese Verbindung ist die Schauspielerin Jayne Mansfield. In ihrem Film The Girl Can’t Help It aus dem Jahr 1956 finden sich mehrere Szenen, in denen die Brüste-Milch-Assoziation enthalten sind, darunter eine Szene in der Mansfields Figur zwei prall gefüllte Milchflaschen direkt vor ihre vollen Brüste hält.
Als der BH mehr Struktur bekam, tauchte in den USA und in der Filmindustrie Ende der 1950er ein Frauentyp namens Sweater-Girl auf – eine junge Frau mit einer schmalen Taille, die in einen Kaschmirpullover trägt und sehr hervorstehende, spitze Brüste hat, die so durch eine Spitztüten-BH geformt werden.
Die 1960er-Jahre
Die 1960er-Jahre stehen anfangs noch immer unter dem Zensur-Einfluss des Hays Code.

In dem 1960 erschienenen Thriller Psycho band der Regisseur Alfred Hitchcocks in zwei Szenen den BH der Hauptdarstellerin Janet Leigh gekonnt als visuelles Veränderungsmerkmal ihrer Rolle ein. In der ersten Szene trägt die Figur der Sekretärin Marion Crane einen weißen BH nach einer Liebesnacht mit ihrem Freund, der ihr von seinen Schulden erzählt. Als ihr Arbeitgeber später einen Geschäftsabschluss macht und sie die Summe von 40.000 Dollar auf die Bank bringen soll, wird Marion in der nächsten Szene in einem schwarzen BH dargestellt, während der Umschlag mit dem Geld auf dem Bett liegt – sie hat das Geld nicht zur Bank gebracht und will es unterschlagen. 

„Der (Kamera)Fokus (in den Szenen) lag auf Janet Leighs BH und das ist für mich einer der berühmtesten Momente in der Geschichte des Kinos. Zuerst trägt sie einen amazonenhaften weißen BH. Und dann einen amazonenhaften schwarzen BH. Durch den Wechsel vom weißen zum schwarzen BH deutet Hitchcock an, dass sie sich gewandelt hat. Aus dem gehorsamen Mädchen wurde eine kriminelle Diebin.“ – Camille Paglia

„Ich kann mich nicht erinnern, dass jemals zuvor eine Frau in einem BH eine so große Bedeutung hatte.“ – James Hosney, Filmhistoriker über Janet Leighs Rolle in Psycho.
Camille Paglia, bezeichnet die 1950er als geprägt von einer Kultur der „Konformität und Puritanismus“, sowie im Film einen "Kult der Jungfräulichkeit", stark geprägt durch Schauspielerinnen wie Doris Day. Im Gegensatz dazu standen Darstellungen wie 1960 in Telefon Butterfield 8, wo Elizabeth Taylor in ihrer ersten Szene in einem Unterrock auftritt, wobei ihr Körper und die femininen Formen äußert stark und ansprechend betont werden – zudem spielte sie in dem Film eine Prostituierte. Paglia bezeichnet dies als bedeutende Neuheit und Vorspiel für die noch unterdrückte gesellschaftliche Veränderung, die sich wenige Jahre später radikal vollzog.
In den 1960er-Jahren tauchte auch ein neuer Typ von weiblichen Sexsymbol auf: „unverhohlen, amazonenhaft und athletisch, mit großen Brüsten und trotzdem einer sportlichen Figur“ (Zitat Paglia), verkörpert durch Schauspielerinnen wie Brigitte Bardot und Jane Fonda. Paglia identifiziert zwei Bilder, die prototypisch für diesen neuen Frauentyp sind, zum einen Ursula Andress in James Bond – 007 jagt Dr. No (1962), wo sie als Harpunenfischerin in einem Bikini, mit einem Messer um die Taille gebunden dem Meer entsteigt. „Eine neue Femme fatale [...], die in der Natur zurecht kommt und die sich gegen die Kräfte der Natur durchsetzt – und dabei ist der Mann lediglich eines der Hindernisse.“ (Zitat Paglia). Als zweites Sexsymbol neuen Stils identifiziert sie Raquel Welch und das Filmplakat für Eine Million Jahre vor unserer Zeit (1966), wo sie in einem fiktiven urzeitlichen Bikini bzw. BH und Slip posiert.
„Der Film war dämlich und vollkommen uninteressant. Aber das Filmplakat mit ihr wurde zu einem weltweiten Phänomen. Ganz plötzlich waren ihre großen Brüste, ihre sportliche Figur und die amazonenhafte Haltung, die sie einnahm, überall bekannt. [...] Eine sehr sexy Frau, aber jederzeit bereit, es mit der Welt aufzunehmen“ (Zitat Paglia)
Paglia attestiert, dass die beiden Darstellungen eine grundlegende Veränderung in der Darstellung von Frauen in erotischen Bildern der amerikanischen Filmindustrie dargestellt wurden. Paglia fügt hinzu, dass die Bilder noch vor dem Feminismus kamen, und verkörpern für sie "die feminitischen Ideale besser als alles, was die Anführerinnen der feministischen Bewegung so von sich gaben. Diese Frauen – Ursula Andress und Raquel Welch – zeigten, dass sie Sexualität verstanden und keineswegs dagegen waren und sie waren jederzeit bereit, Männern auf Augenhöhe zu begegnen.

Letztlich vollzog sie der gesellschaftliche Wandel radikal in der zweiten Hälfte der 1960er-Jahre mit der 68er-Bewegung und der Sexuellen Revolution, mit denen ein Ausbruch aus der „Kultur der Konformität“ erfolgte. Viele Frauen brachen mit den gesellschaftlichen Normen, indem sie ihre BHs auszogen und offen ihren nackten Busen zeigten, andere verbrannten demonstrativ ihre BHs. Das Kleidungsstück wurde zum Symbol verschiedener mit einander streitender Sichtweisen über das Frauenbild.

„Es gibt nichts, das moralisch so explosiv ist, wie ein Gespräch über den BH. Einige Leute möchten gar nicht darüber reden, sie wollen nicht einmal das Wort in den Mund nehmen. Manche denken er ist antifeministisch, andere denken er sei überfeministisch, wieder andere denken er sei fetischistisch, sexuell stimulierend. Sie denken an all das. Und dabei ist es nur ein kleiner BH.“ – Susanne Hilferty, Kostümdesignerin
1967 vollzog sich der gesellschaftliche Wandel auch in der Filmindustrie mit der Abschaffung der Zensur des Hays Codes zugunsten eines Altersempfehlungssystems. Dadurch waren die Filmemacher nun frei in der Darstellung von insbesondere erotischen und sexuellen Elementen.
Die 1970er-Jahre und 1980er-Jahre
Die neue Darstellungsfreiheit für die Filmindustrie führte nicht nur zu einer wahren Flut an Filmen, die sexuelle und erotische Inhalte beinhalteten, wobei vor allem große Brüste präferiert wurden, etwa in den Sexploitationfilmen von Russ Meyer. Ebenso gab es mitunter abstruse Darstellungen. In Woody Allens 1972 erschienenem Film Was Sie schon immer über Sex wissen wollten, aber bisher nicht zu fragen wagten, werden die Protagonisten von einer riesigen aus Silikon entstandenen weiblichen Brust verfolgt, die sie schließlich mit einem überdimensionierten BH in der Größe X einfangen können.
In den 1970er- und 1980er-Jahren wurden BHs gesellschaftlich präsenter, da mehr Frauen ihre Brüste als Ausdruck von Sexualität hochpushen wollten, gerade unter dem Einfluss der Disco-Ära und Rock-’n’-Roll-Revival. Hinzu kam der Einfluss der Punk-Kultur, der neue Kostüme und BHs hervorbrachte, etwa mit Lederschnallen. Letztlich fand exquisite Lingerie Einzug auch in die Mitte der Gesellschaft. Randy Shrier attestiert, dass die Sängerinnen Cyndi Lauper und Madonna zentralen Anteil daran hatten, indem sie Unterwäsche in der Öffentlichkeit bei ihren Auftritten als Oberbekleidung trugen. Erwähnung findet dabei etwa Jean Paul Gaultier, der spezielle BHs und Korsetts für Madonna konzeptionierte.

In den 1980er-Jahren nahm zudem das Ideal eines sportlichen Körpers zu, wobei etwa Aerobic und Gymnastik-Fernsehsendungen und Filme Einzug in die Filmkultur erhielten. Dabei wurden Einteiler und Zweiteiler wie BHs und Slips zur Sportbekleidung, was sie in gewisser Hinsicht normalisierte. 
„Mir fällt als erstes (der Film) Flashdance ein, als sie (Jennifer Beals) ihren BH so ganz natürlich, während sie sich mit ihm (Michael Nouri) unterhält, im Gespräch unterm Pulli abstreift. Und das ist natürlich sehr sexy, dass sie so einfach nebenbei ihren BH abstreift, vor einem fremden Mann. Es hat auch so ein bisschen was unschuldiges, weil sie gar nicht darüber nachdenkt, dass es ihn vielleicht in irgendeiner Art erregen könnte.“ – Eva Padberg, Model 

„Kleidung, die mal als Unterwäsche konzipiert war, wird plötzlich zum Trainieren angezogen und wird vorzeigbar. In den 80ern sah man also (in ihr) Tanzkleidung.“ – Susanne Hilferty
Die 1990er-Jahre
Die 1990er-Jahre entwickelt sich ein neuer Mode-Trend, der Wonderbra bzw. Push-Up-BH, den Camille Paglia als „architektonischen Meilenstein“ bezeichnet, „weil er neu definierte wie ein attraktiver Busen auszusehen hat. Indem alles nach oben gepusht und offen präsentiert wurde, kamen wir wieder zurück zu einem dreisten Exhibitionismus, den es beim Kult um den Busen lange nicht gab.“ Die Modedesignerin Poupie Cadolle attestiert: „Die gesamte Modebranche sollte dem Wonderbra sehr dankbar sein. [...] Es war schon komisch nach fünfzehn Jahren Feminismus wieder das Dekollté sprechen zu lassen.“

Das Model Eva Padberg beschreibt die damalige Stimmung auf den Trend wie folgt: 
„Man musste den haben, egal ob man fast schon Busen hatte oder nicht. Das gehörte schon richtig zum Look dazu. [...] Und dann gab es auch in den 90er-Jahren so diesen Trend – Kylie Minogue zum Beispiel, und auch andere Leute – wo die Oberteile dann durchsichtig waren, damit man den BH dann auch sah. Also das war dann halt auch wichtig, dass wenn man einen Wonderbra hatte, dass man das auch gesehen hat, dass man den anhatte.“ 
Eine weitere Entwicklung ist der Einfluss der Comic- und Videospielkultur und Figuren wie etwa Lara Croft, bei denen weibliche Figuren mit abenteuerlich, amazonenhaften Eigenschaften mit einem schlanken Körper und gleichzeitig großen Brüsten erscheinen.
Erwähnt werden Produktionen aus den 1990er-Jahren mit exotischen, eigentümlichen BHs; etwa Austin Powers – Das Schärfste, was Ihre Majestät zu bieten hat und Das fünfte Element.
Die 2000er- und 2010er-Jahre
Die ersten zehn Jahre des neuen Jahrtausend stehen unter dem Eindruck einer immer stärkeren gesellschaftlich öffentlichen Übersexualisierung und Normalisierung ebendieser, auch durch Werbung und den Film. Ein besonderer Faktor ist das Internet, durch dass sich letztlich viele Phänomene aus der analogen Welt (auch) in die digitale Welt verschieben. Das gilt besonders für Pornographie.
Die Folge sei, so Camille Paglia, dass dem amerikanischen Showbusiness der Sinn für das Erotische verloren gegangen sei. Der weibliche Körper werde routinemäßig zur Schau gestellt, wobei es auch keinen Sinn für Tabus und Überschreitungen und damit keine erotische Spannung mehr gebe. Mit den sozialen Medien und der Selfie-Kultur, bei dem Frauen theoretisch jeden Tag von sich Bilder in freizügiger Kleidung, etwa Fotos im Bikini am Pool, präsentierten, werde zwar der Markt nach immer neuen sexuellen Inhalten befriedigt, es finde aber keine wahre Erotik mehr statt.
Auf die Frage, wie die Zukunft des BHs aussehen wird, stellt Camille Paglia zwei möglicche Szenarien auf, in denen die Grenzen zwischen den Geschlechtern zunehmend aufgehoben und die weibliche Brust letztlich immer mehr entsexualisiert werde. Das andere, Gegenszenario sei ein Kollaps eben dieser Strömung, die Rückkehr zu einer mehr auf Geschlechterunterschiede ausgerichteten Gesellschaft, wo Männer wieder Männer und Frauen wieder Frauen sein sollen. In diesem Fall werde der BH unweigerlich ein Comeback erleben.

## Veröffentlichung
Der Film entstand in Kooperation mit dem ZDF und ARTE und wurde von der Hessischen Filmförderung gefördert. Die Veröffentlichung erfolgte am 23. November 2014 bei ARTE.

## Kritiken
„Aus Anlass des 100. Geburtstags des Unterbekleidungsstücks, geht die (Fernseh-)Dokumentation der (nicht nur) einengenden Kultur und Soziologie des Büstenhalters auf den Grund. Dabei zeigt der Film auf unterhaltsame Weise Risiken und Chancen für das BH-tragende weibliche Geschlecht.“

„‚Bra Wars‘ entdeckt die spannenden Wechselwirkungen zwischen der Traumfabrik Hollywoods und dem Kleidungsstück, das das Bild der Frau wohl am nachhaltigsten geprägt hat.“

„Hermann Vaske veranschaulicht in seinem Dokumentarfilm, wie Hollywood und der BH sich gegenseitig pushten.“

## Trivia
Der Titel Bra Wars (Krieg der Büstenhalter) ist eine sprachliche Anspielung auf den 1977 erschienenen Science-Fiction-Film Star Wars (Krieg der Sterne) und das gleichnamige Franchise. In der Anfangsszene des Films wird dies zudem unterstrichen, wo in einem Damenunterwäsche-Geschäft die Kultfigur des Star-Wars-Antagonisten Darth Vader in Erscheinung tritt.

## Filmfiguren
Im Film treten die folgenden Personen als Interviewpartner in Erscheinung.
- Camille Paglia, Kulturhistorikerin
- James Hosney, Filmhistoriker
- Debi Mazar, Schauspielerin
- Eva Padberg, Model
- Susanne Hilferty, Kostümdesignerin
- Chantac Thomass, Modedesignerin
- Poupie Cadolle, Modedesignerin
- Rebecca Sevrin, Wäschedesignerin
- Gado Sparo, Modedesigner
- Angie Pontani, Burlesque-Tänzerin
- Randy Shrier, Dessous-Ladeninhaber
- Lydia Vengeance, Festishmode-Designerin
- Jenette Goldstein, Schauspielerin
- Brandy Burton-Owens, Tänzerin
- Kitten Natividad, Schauspielerin
- Ilona Staller (Cicciolina), Pornodarstellerin
- Michael Madsen, Schauspieler
- Jean Paul Gaultier, Modedesigner
- Stephen Dorff, Schauspieler
- Hazel Honeysuckle, Burlesque-Tänzerin
- Renee Trevi, Dominatrix
- Svetlana Konstantova, Showmanagerin im Crazy Horse Paris